# Alekszandar Tonev
Alekszandar Antonov Tonev (Elin Pelin, 1990. február 3. –) bolgár labdarúgó, aki jelenleg a Botev Plovdivban játszik szélsőként.

## Pályafutása

### CSZKA Szofija
Tonev a CSZKA Szofija ifiakadémiáján nevelkedett. A felnőtt csapatban 2008. március 8-án, a Belaszica Petrics ellen mutatkozott be, amikor csereként váltotta Chigozie Udojit. 2008 nyarán több játékos is távozott a CSZKA-tól, így Tonevre fontosabb szerep hárult a továbbiakban. 2008. augusztus 3-án pályára lépett a Litex Lovecs elleni Szuperkupán, melyet csapata meg is nyert.
Miután Ljuboszlav Penev leváltotta Dimitar Penevet a CSZKA Szofija kispadján, Tonev még gyakrabban volt tagja a meccskeretnek. 2009. április 22-én megszerezte profi pályafutása első két gólját, a Vihren Szandanszki ellen. Csapata 4-1-re megnyerte a találkozót.
A 2009/10-es szezont több játéklehetőség reményében a Szlevinnél töltötte.

### Lech Poznań
2011. június 16-án Tonev a lengyel Lech Poznańhoz igazolt. Július 29-én mutatkozott be, amikor a 75. percben csereként állt be az ŁKS Łódź ellen. 2012. július 26-án megszerezte első nemzetközi gólját. Az azerbajdzsáni Xəzər Lənkəran ellen volt eredményes az Európa-liga második selejtezőkörében. Augusztus 25-én egy távoli lövésből szerzett góllal 2-1-es győzelemhez segítette csapatát a Polonia Warszawa ellen.

### Aston Villa
Az Aston Villa 2013. június 7-én leigazolta Tonevet.

### A Válogatottban
2009. szeptember 4-én Tonev megszerezte első gólját a bolgár U21-es válogatottban, Kazahsztán ellen, a 2009-es U21-es Eb selejtezőjében. Szeptember 9-én, Svédország ellen piros lapot kapott, egy Guillermo Molins elleni veszélyes szerelési kísérlet után. 2011. február 9-én, Kamerun ellen ismét gólt szerzett egy barátságos meccsen.
A felnőtt válogatottban 2011. október 11-én, Wales ellen debütált. 2013. március 22-én megszerezte első góljait a válogatottban, miután egy Málta elleni vb-selejtezőn mesterhármast szerzett.

## Sikerei, díjai

### Klubszinten
CSZKA Szofija
- Bolgár bajnok: 2007/08
- Bolgár kupagyőztes: 2010/11
- Bolgár szuperkupagyőztes: 2008

Celtic FC
- Skót bajnok: 2014/15
- Skót ligakupagyőztes: 2014/15

### Egyénileg
Az év fiatal játékosa Bulgáriában: 2010/11

## Külső hivatkozások
- Alekszandar Tonev pályafutásának statisztikái a Soccerbase oldalon (angolul)

- Statisztikái a 90minut.pl-en
- Statisztikái a National Football Teams-en
- Profilja az Aston Villa honlapján